# Phrynarachne rugosa
Espèce
Synonymes
- Thomisus rugosus Walckenaer, 1805
- Thomisus foka Vinson, 1863
- Phrynarachne vinsoni Mello-Leitão, 1929

Phrynarachne rugosa est une espèce d'araignées aranéomorphes de la famille des Thomisidae.

## Distribution
Cette espèce se rencontre en Afrique de l'Ouest, au Cameroun, en Guinée équatoriale, au Malawi, en Afrique du Sud, à Madagascar, à La Réunion et à l'île Maurice.

## Habitat
Cette espèce affectionne la végétation arbustive en forêt mégatherme hygrophile et semi-xerophile.

## Liste des sous-espèces
Selon World Spider Catalog (version 24, 07/02/2023) :
- Phrynarachne rugosa rugosa (Walckenaer, 1805)
- Phrynarachne rugosa spongicolorata Millot, 1942 de Guinée

## Systématique et taxinomie
Cette espèce a été décrite sous le protonyme Thomisus rugosus par Walckenaer en 1805. Elle est placée dans le genre Phrynoides par Simon en 1864. Phrynoides Simon, 1864 étant préoccupé par Phrynoides Fitzinger, 1842, il est remplacé par Phrynarachne par Thorell en 1869.
Phrynarachne rugosa infernalis est un nomen dubium.

## Publications originales
- Walckenaer, 1805 : Tableau des aranéides ou caractères essentiels des tribus, genres, familles et races que renferme le genre Aranea de Linné, avec la désignation des espèces comprises dans chacune de ces divisions. Paris, p. 1-88.
- Millot, 1942 : « Les araignées de l'Afrique Occidentale Français: Thomisidae. » Mémoires de l'Académie des Sciences, sér. 2, vol. 65, p. 1-82.